# هارون فاروکی
هارون فاروکی (به انگلیسی: Harun Farocki؛ زادهٔ ۹ ژانویهٔ ۱۹۴۴ –
درگذشتهٔ ۳۰ ژوئیهٔ ۲۰۱۴) کارگردان فیلم، فیلم‌نامه‌نویس، و استاد دانشگاه اهل آلمان بود.
از فیلم‌ها یا برنامه‌های تلویزیونی که او در آن نقش داشته‌است می‌توان به روابط طبقاتی اشاره کرد.

## فعالیت‌های حرفه‌ای
هارون فاروکی بیش از ۹۰ فیلم ساخته‌است که اکثرشان مستندهای تجربی کوتاه‌اند.